# Ким Ён Нам (борец)
Ким Ён Нам (кор. 김영남?, 金永南?; родился 15 июня 1960; Хампхён, Республика Корея) — южнокорейский борец греко-римского стиля, чемпион Олимпийских игр, чемпион Азиатских игр.

## Биография
Начал заниматься борьбой в школе, до этого занимался волейболом
На Летних Олимпийских играх 1984 года в Лос-Анджелесе боролся в категории до 74 килограммов (полусредний вес). Участники турнира, числом в 17 человек в категории, были разделены на две группы. За победу в схватках присуждались баллы, от 4 баллов за чистую победу и 0 баллов за чистое поражение. Когда в каждой группе определялись три борца с наибольшими баллами (борьба проходила по системе с выбыванием после двух поражений), они разыгрывали между собой места в группе. Затем победители групп встречались в схватке за первое-второе места, занявшие второе место — за третье-четвёртое места, занявшие третье место — за пятое-шестое места. Корейский дебютант хорошо показал себя на турнире, сумев занять второе место в группе, но в схватке за третье место проиграл опытнейшему Штефану Русу
| Круг                           | Соперник            | Страна                                       | Результат | Основание                               |
| ------------------------------ | ------------------- | -------------------------------------------- | --------- | --------------------------------------- |
| 1                              | Крис Катальфо       | Соединённые Штаты Америки                    | Победа    | 12-6 (3 балла)                          |
| 2                              | Карл-Хайнц Хельбинг | Федеративная Республика Германии (1949—1990) | Победа    | 7-2 (3 балла)                           |
| 3                              | Марчел Мишле        | Франция                                      | Победа    | 7-3 (3 балла)                           |
| 4                              | Келал Ташкиран      | Турция                                       | Победа    | 9-3 (3 балла)                           |
| Финал в группе «А» (встреча 1) | Марчел Мишле        | Франция                                      | Победа    | Зачёт предварительной встречи (3 балла) |
| Финал в группе «А» (встреча 2) | Роджер Таллрот      | Швеция                                       | Поражение | 0-11 (0 баллов)                         |
| Финал (за 3-е место)           | Штефан Русу         | Румыния                                      | Поражение | 1-6                                     |

В 1986 году одержал победу на Азиатских играх, в 1987 году остался шестым на чемпионате мира.
На Летних Олимпийских играх 1988 года в Сеуле боролся в категории до 74 килограммов (полусредний вес). Участники турнира, числом в 19 человек в категории, были разделены на две группы. За победу в схватках присуждались баллы, от 4 баллов за чистую победу и 0 баллов за чистое поражение. В каждой группе определялись четыре борца с наибольшими баллами (борьба проходила по системе с выбыванием после двух поражений), они разыгрывали между собой места с первое по восьмое. Победители групп встречались в схватке за первое-второе места, занявшие второе место — за третье-четвёртое места и так далее. Ким Ён Нам сумел пробиться в финал, где в тяжёлой схватке победил советского борца Даулета Турлыханова. Есть мнения о том, что в финальной схватке судьи отдали незаслуженную победу корейскому спортсмену, выступавшему на родине.
| Круг  | Соперник          | Страна                                    | Результат | Основание                           |
| ----- | ----------------- | ----------------------------------------- | --------- | ----------------------------------- |
| 1     | Зухир Аль-Балах   | Сирия                                     | Победа    | 8-0 (3 балла)                       |
| 2     | Жан Манга         | Камерун                                   | Победа    | Туше (4 балла)                      |
| 3     | Борислав Величков | Болгария                                  | Победа    | 3-1 (3 балла)                       |
| 4     | Дэвид Батлер      | Соединённые Штаты Америки                 | Победа    | 2-0 (3 балла)                       |
| 5     | Йожеф Траж        | Польша                                    | Поражение | Пассивность обоих борцов (0 баллов) |
| Финал | Даулет Турлыханов | Союз Советских Социалистических Республик | Победа    | 2-1                                 |

После олимпиады ушёл из большого спорта, оставшись на тренерской работе. На олимпийских играх 1996 года был помощником тренера корейской сборной по борьбе.
По инициативе своего соперника на олимпиаде, Даулета Турлыханова, ставшего Президентом федерации борьбы Казахстана, депутатом мажилиса, с 1997 года живёт в Казахстане, основал собственную строительную компанию.